# Мартыненко, Владимир Алексеевич
Владимир Алексеевич Мартыненко (укр. Володимир Олексійович Мартиненко; род. 30 декабря 1958) — украинский краевед и геральдист.
Действительный член Донбасского Географического Общества[уточнить]. Действительный член Украинского союза краеведов. 
Заслуженный член Всероссийского геральдического общества. Действительный член Украинского геральдического общества.
Родился 30 декабря 1958 году в г. Сталино. (Украинская ССР). Из рабочих.
В 1982 году окончил Донецкий государственный университет. Специализация — физика сверхвысоких частот.
Университетская дипломная работа в 1983 году заняла 2-е места на Всеукраинском конкурсе студенческих дипломных работ.
В 1982 года принят в сектор распределения и преобразования электроэнергии НИИ Комплексной автоматизации (г. Донецк).
В 1988 года перешел на работу в Донецкое специальное конструкторское бюро радиотехнических устройств. В производственные обязанности входило создание системы электроснабжения изделия «Кольчуга». Изделие «Кольчуга» в 2004 году удостоено Государственной премии Украины.
Геральдикой стал заниматься с 1992 года.
Основное направление геральдической деятельности — разработка административной и муниципальной символики (гербов и флагов) Донецкой области.
Автор 37 гербов и флагов муниципальных и административных образований Донецкой области.
С 2004 г. — действительный член Украинского геральдического общества.
Активно работает в области краеведения.
С 2005 г. — действительный член Всеукраинского союза краеведов.
Краеведческая деятельность направлена на изучение истории техники Донецка.
Руководитель совместного проекта Германии и Украины по созданию гербов для бывших немецких поселений на территории Донецкой области.
С 2005 г. — действительный член Всероссийского геральдического общества.
Опубликовал более 200 статей в интернет ресурсах, областных газетах и журналах по вопросам геральдики и краеведения. 

## Разработанные гербы
| Изображение | Название                                      | Дата утверждения | Соавторы   | Описание |
| ----------- | --------------------------------------------- | ---------------- | ---------- | -------- |
|             | Герб Амвросиевки                              | 26 марта 1999    |            |          |
|             | Герб Докучаевска                              | 26.12.2000       | О. Киричок |          |
|             | Герб Новгородского                            | 2005             |            |          |
|             | Герб Сухой Балки                              | 2005             |            |          |
|             | Герб Новоивановки                             | 2002             |            |          |
|             | Герб Красноармейского района Донецкой области | июль 2003        | О. Киричок |          |
|             | Герб Красного                                 | 2003             |            |          |
|             | Герб Павлополя                                | 15 октября 2003  | О. Киричок |          |
|             | Герб Розовского сельского совета              | 2003             |            |          |
|             | Герб Розовки                                  | 25 июня 2003     | О. Киричок |          |
|             | Герб Верхнеторецкого сельского совета         | 2004             |            |          |
|             | Герб Верхнеторецкого                          | 17.02.2004       |            |          |
|             | Герб Червоного партизана                      | 17.02.2004       |            |          |
|             | Герб Песковского сельского совета             | 2004             |            |          |
|             | Герб посёлка Пески                            | 2004             |            |          |
|             | Герб Александровского сельского совета        | 2005             |            |          |
|             | Герб Минерального                             | 2006             |            |          |
|             | Герб Ясиноватского района Донецкой области    | 2006             |            |          |

## Соавторство
| Изображение | Название             | Дата утверждения | Описание |
| ----------- | -------------------- | ---------------- | -------- |
|             | Герб Пантелеймоновки | 25.05.2013       |          |

## Разработанные флаги
| Изображение | Название                                      | Дата утверждения | Соавторы   | Описание |
| ----------- | --------------------------------------------- | ---------------- | ---------- | -------- |
|             | Флаг Новгородского                            | 2002             |            |          |
|             | Флаг Красноармейского района Донецкой области | 2003             |            |          |
|             | Флаг Пескивского сельского совета             | 2004             |            |          |
|             | Флаг Докучаевска                              | 2004             |            |          |
|             | Флаг Александровского сельского совета        | 2005             |            |          |
|             | Флаг Ясиноватского района Донецкой области    | 2006             |            |          |
|             | Флаг Краснодонского района Луганской области  |                  | О. Киричок |          |